# 법문사·민중서림
법문사와 민중서림(法文社·民衆書林)은 대한민국의 출판사로 자매관계에 있다.

## 법문사
법문사(法文社)는 주로 사회과학 관련 서적을 출판한다. 1952년 위성문화사란 이름으로 시작하였으며, 1957년 회사명을 법문사로 변경하였다. 현 사장은 배효선이다. 온라인 강의 사이트 웰메이드를 운영하는 업체이기도 하다.
- 계열사
  - 웰메이드

## 민중서림
민중서림(民衆書林)은 사전전문 출판사다. 1979년 민중서관을 인수하여 '엣센스'라는 브랜드로 사전들을 계속 발행하고 있다. 현 사장은 김철환이다.

## 같이 보기
- 한국학